# 福州东湖
东湖是福州一个已经消失了的湖泊。晋太康三年（公元282年）晋安郡第一位太守严高开凿东湖。大致位置福州东湖宾馆、温泉公园、琴亭湖一带。东湖由于泥沙淤积不断缩小，分隔成许多小池塘，其中的泉塘上的石拱桥仍在温泉公园内。福州东湖至清代完全消失。

## 新生
扩大琴亭湖，保留了一点东湖的历史。